# The Seven Deadly Sins (Theaterstück)

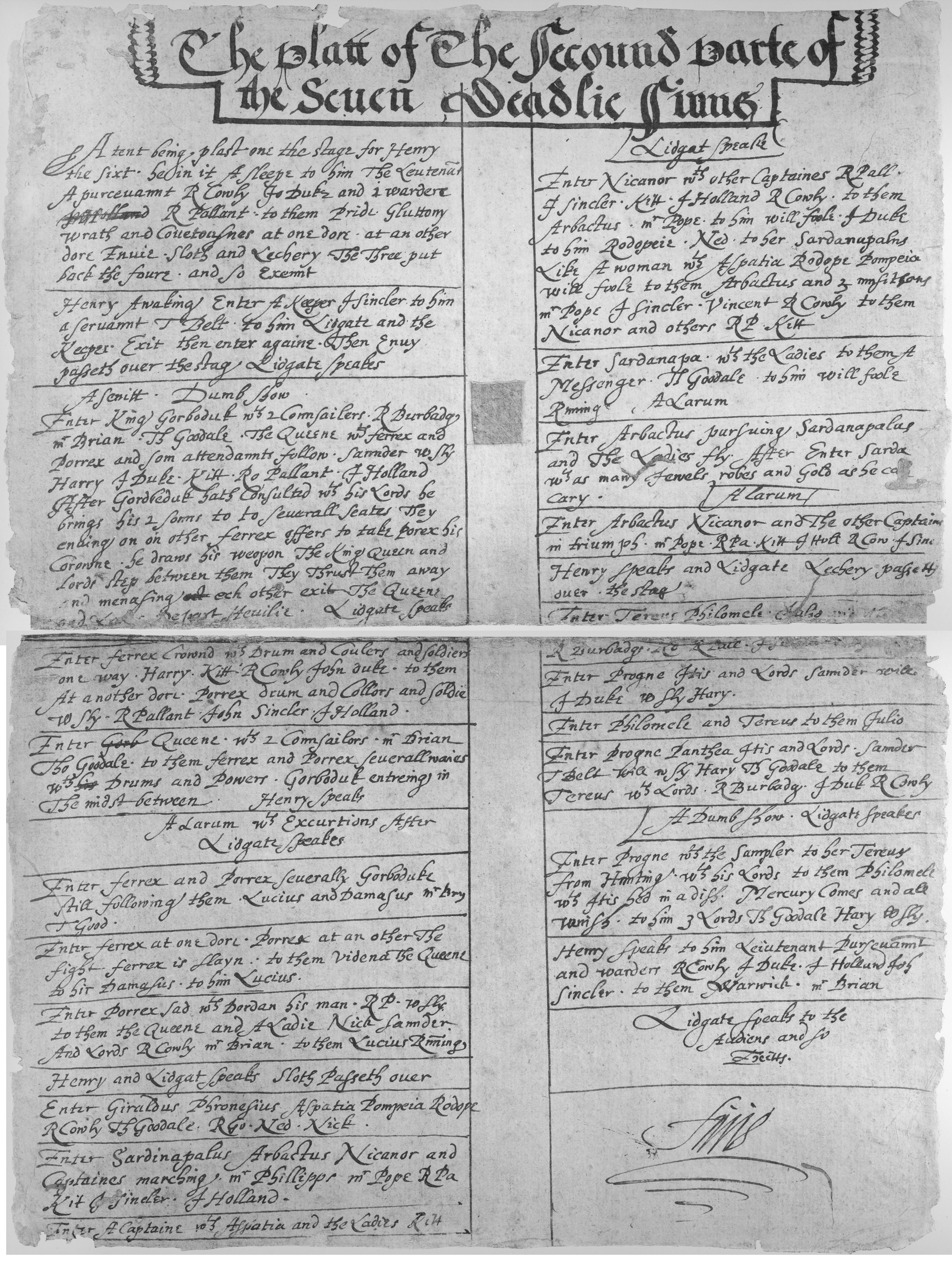
Der „Plot“ des zweiten Teils von Seven Deadly Sins, ca. 1597–98.

The Seven Deadly Sins (deutsch: Die Sieben Todsünden)  ist ein Theaterstück in zwei Teilen, welches ungefähr im Jahre 1585 verfasst wurde. Es wird allgemein dem seinerzeit recht populären Komödianten Richard Tarlton († 1588) zugeordnet und wurde sehr wahrscheinlich irgendwann zwischen den Jahren 1590 bis 1592 von einem Ensemble, bestehend aus Mitgliedern der Lord Admiral’s Men und den Lord Strange’s Men uraufgeführt. Das Theaterstück stützte sich auf die mittelalterliche Tradition der Moralität. Obwohl das Stück zu seiner Zeit sehr beliebt war, galten die Kopien lange Zeit als verschollen.

## Urheberschaft
Das Stück muss schon zu Lebzeiten Tarltons, der 1588 starb, verfasst und aufgeführt worden sein; möglicherweise von den Queen Elizabeth’s Men, denen er angehörte. Dies geht aus Anspielungen hervor, die aus der schriftlich geführten Fehde zwischen den Schriftstellern Gabriel Harvey und Thomas Nashe hervorgehen. In seinen 1592 erschienenen Foure Letters and certaine Sonnets, in dem Harvey, in einem Geist selbstgerechter Überlegenheit, Details über die späten Jahre seines in jenem Jahr verstorbenen Kollegen Robert Greene ausbreitete, schreibt er:

“[…] according to the stile, and tenour of Tarletons president, his famous play of the
seauen Deadly sinnes: which most-deadly, but most lively play,
I might have seen in London and was very gently invited thereunto
at Oxford, by Tarleton himselfe, of whome I merrily demanding, which
of the seven, was his own deadly sinne, he bluntly aunswered after
this manner. 'By God, the sinne of other Gentlemen, Lechery'”

„[…] ähnlich dem Stil und der Amtszeit von Tarletons Präsidentschaft, sein berühmtes Stück der
sieben Tödlichen Sünden: ein sehr tödliches, aber höchst lebendiges Stück, das ich in London gesehen haben könnte
und wurde in Oxford sehr sanft dazu eingeladen,
von Tarleton selbst, den ich vergnügt fragte, welche
von den sieben seine eigene tödliche Sünde sei,
er antwortete geradeheraus, wie in folgender Art:
„Bei Gott, die Sünde anderer [aller?] Herren, Wollust““

Nashe antwortete daraufhin im gleichen Jahr in Strange News:

“Hang thee, hang thee, thou common cozener of curteous readers,
thou gross shifter for shitten tapsterly jests, have I imitated Tarltons play
of the seauen deadly sinnes in my plot of Pierce Penilesse?
Whom hast thou not imitated in the course of thy book? Thou hast borrowed twenty phrases and epiteths from me which in sober sadness thou mak'st use of as thy own when thou wouldst exhort more effectual.
Was sin so utterly abolished with Tartlons play of the seven sins, that there could nothing said supra of that argument? Canst you exemplify unto me (thou impotent moat-catching carper) one minimum of the particular device of his play that i purloin'd?”

„Hängen sollen sie dich, du Anbiederer an geneigte Leser,
du grober Bühnenarbeiter für beschissene, besoffene Sketche. Habe ich Tarltons Stück der Seven Deadly Sins
in meiner Geschichte von Pierce Penniless imitiert? Warum hast du es nicht im Verlauf deines Buches imitiert?
Du hast dir zwanzig Phrasen und Epitheta von mir ausgeliehen, die du allen Ernstes als deine eigenen verwendest, wenn du schon wirkungsvoller gemahnen willst. Wurde die Sünde mit Tarltons Stück über die sieben Sünden so vollständig abgeschafft, dass über dieses Thema nichts mehr gesagt werden könnte? Kannst du mir (du unfähiger gräbenschaffender Nörgler) ein Winziges jenes bestimmten Teils seines Stücks nennen, das ich gestohlen habe?“

## Der „Plot“
1780 wurde in einer Sammlung am Dulwich College auf dem Cover eines Manuskriptstücks aus dem 17. Jahrhundert („The Tell Tale“) die Handlung (hier „Platt“, im Sinne von Plot) des zweiten Aktes von Seven Deadly Sins entdeckt. Ursprünglich als Teil der Papiere des College-Gründers Edward Alleyn angenommen, deuten spätere Untersuchungen darauf hin, dass es Teil der Sammlung war, die der auf Theaterstücke spezialisierte Buchhändler William Cartwright, der Jüngere (ca. 1606–1686) hinterlassen hatte und die später in den Besitz des Literaturwissenschaftlers Edmond Malone (1741–1814) gelangten, als er am College einige alte religiöse Traktate gegen Stücke aus dem Cartwright-Nachlass eintauschte.
Als „Plot“ wurde im Elisabethanischen Theater eine tabellarische Aufführung bezeichnet, welche die Handlung zusammenfasste; er wurde zu jener Zeit üblicherweise im „Tiring Room“, dies entspricht heute in etwa dem Green Room (Künstlerruheräume im Backstagebereich) oder allgemein hinter der Bühne aufbewahrt. Dieser aufgefundene Plot des zweiten Teils von The Seven Deadly Sins hat ein quadratisches Loch in der Mitte mit an dem es für alle sichtbar an einem Brett befestigt werden konnte. Die Besetzungsmitglieder einer Theaterproduktion jener Tage hatte zwar alle eine eigene, individuell für sie geschriebene Version des Dramas, aber niemals den Dramentext als Ganzes. Somit ist der zentral aufgehängte Plot eine Hilfestellung für das gesamte Ensemble. Erhaltene Plots aus dieser Zeit sind heute äußerst selten – es existieren etwa nur noch ein halbes Dutzend.
Der aufgefundene Plot von S.D.S. 2 stammt nicht von der ursprünglichen Produktion, sondern von einer späteren aus der Spielzeit 1597/98. Diese wurde aufgeführt von den Mitgliedern der Lord Chamberlain’s Men am The Theatre, dem ersten einer Reihe von großen öffentlichen Theatern seit der Römerzeit. Die Handlung von Teil 2 besteht aus Episoden, die drei der sieben Todsünden betrafen: Neid, Faulheit und Wollust;  S.D.S. 1  muss sich daher mit Habgier, Völlerei, Zorn und Hochmut befasst haben.

## Die Besetzung
Die aufgeführten Namen der Besetzung zeigen viele Spieler der Lord Chamberlain’s Men, dazu zwei junge Eleven von John Heminges in den Jahren 1595 und 1597. Der Plot führt die Namen der Teilnehmenden bisweilen auch unter ihren Spitznamen oder auch nur ihrer Rolle auf; zumindest ist eine stellenweise Rekonstruktion der Schauspieler und ihrer Rollen möglich :
| Schauspieler             | Vorspiel     | Neid                        | Faulheit                              | Wollust         |
| ------------------------ | ------------ | --------------------------- | ------------------------------------- | --------------- |
| George Bryan             | Warwick      | Damascus                    |                                       |                 |
| Richard Burbage          |              | König Gorboduc*             |                                       | Tereus          |
| „Harry“ (Henry Condell?) |              | Ferrex*                     |                                       | ein Herr (Lord) |
| Richard Cowley           | ein Leutnant | ein Soldat; ein Herr (Lord) | Giraldus; ein Musiker                 | ein Herr (Lord) |
| Augustine Phillips       |              |                             | Sardanapalus                          |                 |
| Thomas Pope              |              |                             | Arbactus                              |                 |
| John Sinkler             | ein Wächter  | ein Soldat                  | ein Kommandant (Captain); ein Musiker | Mercury (?)     |
| William Sly              |              | Porrex I.*                  |                                       | ein Herr (Lord) |
| „Ro. Go.“                |              |                             | Aspasia                               |                 |
| „Kit“                    |              | ein Soldat                  | ein Kommandant (Captain)              |                 |

(* literarische Figuren von Geoffrey von Monmouth)
„Ro. Go.“, das Kürzel für den Schauspieler, der als Boy Actor die weibliche Rolle der Aspasia übernahm, könnte für Robert Gough stehen, welcher auch bis 1621 Mitglied der Chamberlain’s (später King’s) Men war. „Kit“ könnte für den späteren Theatermanager Christopher Beeston stehen, der zwischen 1598 und 1602 mit den Chamberlains war. Der Plot erwähnt ebenfalls Robert Pallant, John Duke und John Holland, alles Mitglieder der Lord Chamberlain’s Men sowie Thomas Goodale, ein engagierter Schauspieler. Andere Namen auf dem Plot sind Vincent (Thomas Vincent?), T. Belt (Thomas Belt), Saunder (Alexander Cooke), Nick (Nicholas Tooley?), Ned (Edmund Shakespeare?) und Will (William Ostler? oder William Ecclestone?).